# Station Newark Castle
Newark Castle is een spoorwegstation van National Rail in Newark and Sherwood in Engeland. Het station is eigendom van Network Rail en wordt beheerd door East Midlands Railway. 